# The Warning (песня)
«The Warning» (с англ. — «Предупреждение») — песня американского рэпера Эминема, спродюсированная Dr. Dre и вышедшая в июле 2009 года. Трек является ответом на дисс певицы Мэрайи Кэри «Obsessed». Начиная с начала 2000-х годов, Эминем утверждал, что когда-то встречался с певицей в течение шести месяцев. В свою очередь, Мэрайя всячески опровергала его заявления, и в результате Маршалл записал серию откровенно оскорбительных в её адрес песен, возмущаясь тем, что она не призналась в личных отношениях с рэпером.
В шестом студийном альбоме Relapse, который вышел в мае 2009 года, был трек «Bagpipes from Baghdad», содержащий оскорбления в адрес певицы, а также её тогдашнего мужа Ника Кэннона. После выхода Relapse Кэннон опубликовал на своём сайте сообщение, в котором выразил своё отвращение к комментариям Эминема. В ответ Маршалл заявил, что хотел как лучше, и что на самом деле песня «желает паре всего наилучшего». Спустя несколько недель после выхода Relapse Мэрайя Кэри выпустила песню «Obsessed», которая рассказывает об одержимом мужчине, утверждающем, что у него с ней отношения. Рэпер заявил, что трек направлен против него, несмотря на опровержения Ника. В итоге Эминем выпустил ответ — песню «The Warning». Ник Кэннон же ответил своим диссом «I’m a Slick Rick» и вызвал Эминема на боксёрский поединок, который так и не состоялся.
Ответ на «Obsessed» получил в основном положительные отзывы от музыкальных критиков и попал в три чарта Billboard, будучи рядовой внеальбомной песней.

## Предыстория
Начиная с 2001 года, Эминем начал заявлять, что около полугода встречался с Мэрайей Кэри в течение мрачного периода в её жизни. Кэри же отрицала личные отношения с Маршаллом, заявляя, что встречалась с рэпером только по работе несколько раз. Впоследствии Эминем упоминал певицу в нескольких своих песнях в негативном свете, возмущаясь её опровержениями. В альбоме Кэри Charmbracelet была композиция «Clown», которая, по мнению рецензента Сары Родман из The Boston Globe, назвавшей её текст «томно-зловещим», была адресована рэперу. Во время тура «Anger Management Tour» 2005 года Маршалл стал проигрывать голосовые сообщения и записи, которые, как сообщается, были записаны Мэрайей. Проиграв их, Эминем сделал вид, что его стошнило, и исполнил «Puke». 12 мая 2009 года состоялся релиз шестого альбома Эминема Relapse, в трек-лист которого вошла песня «Bagpipes from Baghdad». По её сюжету, Эминем думает, что «всё ещё в неё влюблён» и «хочет её вернуть». После выхода песни муж Мэрайи Ник Кэннон на своём веб-сайте опубликовал сообщение, в котором заступился за свою жену и выразил своё отвращение к негативным комментариям Эминема:
Мне жаль его, потому что он, кажется, застрял в прошлом. Мало того, что его музыка не изменилась, так ещё бойчик до сих пор одержим моей женой, которая восемь лет не позволяла перейти на вторую базу. Какой ещё большой лоб будет врать о том, что подцепил тёлочку? Только Слим Лейми! Лол! Я выкладываю это сообщение прямо сейчас. Маршалл Мэтерс, тебе нужно на мне выпустить пар… Как мужик мужику, давай встретимся и разберёмся с этим как взрослые люди. Итак, мисс Мэтерс, я заставлю вас пожалеть о том, чтобы вы никогда не произносили моего имени, и пожалеть о том, что наговорили моей жене. С этого дня ваше наследие запятнано! Теперь ты будешь известен как рэперок, проигравший банальному Нику Кэннону!

Оригинальный текст (англ.)I felt sorry for him because he must really be stuck in the past. Not only has his music not evolved, but also homeboy is still obsessed with my wife, the same female that wouldn't let him get to second base from eight years ago. What type of grown ass man lies about getting with a chick? Only Slim Lamey! LOL! I’m putting this out there now. Marshall Mathers, you need to holler at me... Man to man, let’s meet up and deal with this like adults. So, Miss Marshall, I'm going to make you wish you never spoke my name and regret the ungodly things you said about my wife. Your legacy has now been tainted from this day forth! You will now be known as the rapper who lost to corny-ass Nick Cannon!
Эминем отреагировал на язвительное сообщение мужа Кэри в своей саркастической манере, пояснив, что его песня на деле «желала паре всего наилучшего», и назвал это недоразумением. В интервью BBC Radio Маршалл пояснил, что несмотря на некоторые «жёсткие» строчки в «Bagpipes from Baghdad», он хотел как лучше и никак не мог предположить, что Ник воспримет песню именно так и начнёт сходить по нему с ума. Позже он сказал, что зауважал её мужа, и что он ожидал, что тот заступится за Кэри.
16 июня 2009 года Мэрайя Кэри выпустила песню «Obsessed». СМИ сразу же начали спекулировать на том, что её содержание явно нацелено на Эминема. Чуть позже к песне вышел клип, в котором Кэри сыграла роль, сильно напоминающую рэпера, и местные журналисты сочли это её ответом на «Bagpipes from Baghdad» из Relapse. Ответ Эминема в виде трёхминутной песни «The Warning», которую он назвал «возмездием», вышел 30 июля 2009 года. Спустя некоторое время Кэннона спросили о том, что послужило источником вдохновения для «Obsessed» и была ли она нацелена на рэпера. Ник ответил, что трек был записан исключительно потому, что Мэрайя — фанатка фильма «Дрянные девчонки».

## Композиция и тематика текста
«The Warning» спродюсирована Dr. Dre. Композиция записана в среднем темпе и почти полностью состоит из клавишных, играющих на заднем плане, последовательного барабанного ритма и случайных струнных каждые несколько секунд. В ней отсутствует припев.
Текст песни снова отсылает на отношения Эминема с Кэри, на клип на «Obsessed», а также на фотографии и доказательства, которые, как он утверждает, есть у них. Песня начинается со строчек «Only reason I dissed you in the first place is because you denied seeing me. Now I'm pissed off…». Спустя несколько секунд рэпер описывает то, как Кэри показала его в своём клипе: «Oh gee, is that supposed to be me in the video with the goatee? / Wow Mariah, didn't expect you to go balls out». Затем Маршалл рассказывает о сексуальных связях с певицей, угрожая опубликовать все голосовые сообщения и фотографии, которые всё ещё хранятся у него. В песне звучит голос женщины, которая может быть или не быть Кэри, но Эминем называет её Мэри Поппинс.

## Отзывы критиков и реакция
Кэри никак не отреагировала на ответ Эминема, а вот Ник Кэннон в сентябре 2010 года выпустил дисс на Маршалла «I’m a Slick Rick», в котором критиковал рэпера за откровенно пренебрежительные слова в адрес его жены. Позднее он вызвал Эминема на благотворительный боксёрский поединок, ради этого даже создав специальную страничку в Facebook, но бой так и не состоялся.
Дэниел Крепс из Rolling Stone отметил, что на этой песне Эминем «более резок, чем в некоторых треках Relapse». Саймон Возик-Левинсон из Entertainment Weekly же похвалил одну «умную» строчку в адрес Кэннона, а саму композицию он назвал «самой предсказуемой от Эминема на данный момент». Описывая вместе с треком всю подноготную этой ситуации, Майк Бьюмонт из NME описал «The Warning» как «рыцарский и галантный ответ самого джентльменского знатока рэпа».

## Чарты
| Чарт (2009)                              | Высшая позиция |
| ---------------------------------------- | -------------- |
| США (Bubbling Under R&B/Hip-Hop Singles) | 8              |
| США (Rap Songs)                          | 23             |
| США (Rhythmic Top 40)                    | 31             |